# Kerala Blasters Football Club 2016
Questa voce raccoglie le informazioni riguardanti l'Kerala Blasters nelle competizioni ufficiali della stagione 2016.

## Maglie e sponsor
Il fornitore tecnico per questa stagione è Puma, mentre lo sponsor ufficiale è Muthoot Group.
| Casa | Trasferta |

## Rosa
| N. |                             | Ruolo | Calciatore          |
| -- | --------------------------- | ----- | ------------------- |
| 1  | Irlanda (bandiera)          | P     | Graham Stack        |
| 2  | India (bandiera)            | D     | Pratik Chowdhary    |
| 5  | Francia (bandiera)          | D     | Cédric Hengbart     |
| 6  | Irlanda del Nord (bandiera) | D     | Aaron Hughes        |
| 7  | India (bandiera)            | C     | Mohammed Rafique    |
| 8  | India (bandiera)            | C     | Vinit Rai           |
| 9  | Haiti (bandiera)            | A     | Kervens Belfort     |
| 10 | Inghilterra (bandiera)      | C     | Antonio German      |
| 11 | India (bandiera)            | A     | Ishfaq Ahmed        |
| 12 | India (bandiera)            | A     | Thongkhosiem Haokip |
| 13 | India (bandiera)            | A     | C.K. Vineeth        |
| 14 | India (bandiera)            | C     | Mehtab Hossain      |
| 16 | India (bandiera)            | D     | Gurwinder Singh     |
| 17 | India (bandiera)            | C     | Farukh Choudhary    |

| N. |                           | Ruolo | Calciatore               |
| -- | ------------------------- | ----- | ------------------------ |
| 19 | Senegal (bandiera)        | C     | Ouzin Ndoye              |
| 20 | India (bandiera)          | C     | Mohammed Rafi            |
| 21 | India (bandiera)          | D     | Sandesh Jhingan          |
| 22 | India (bandiera)          | A     | Prasanth Karuthadathkuni |
| 23 | India (bandiera)          | P     | Kunal Sawant             |
| 24 | India (bandiera)          | P     | Sandip Nandy             |
| 27 | Inghilterra (bandiera)    | A     | Michael Chopra           |
| 30 | India (bandiera)          | P     | Monir Ansari             |
| 31 | India (bandiera)          | D     | Rino Anto                |
| 57 | Costa d'Avorio (bandiera) | D     | Didier Boris Kadio       |
| 78 | Haiti (bandiera)          | A     | Duckens Nazon            |
| 88 | Ciad (bandiera)           | D     | Azrack Mahamat           |
| 99 | Spagna (bandiera)         | C     | Josué Currais Prieto     |

## Calciomercato
| Acquisti | Acquisti             | Acquisti               | Acquisti   |
| R.       | Nome                 | da                     | Modalità   |
| -------- | -------------------- | ---------------------- | ---------- |
| P        | Graham Stack         | Barnet                 | definitivo |
| P        | Sandip Nandy         | Mumbai                 | definitivo |
| P        | Kunal Sawant         | Mumbai                 | definitivo |
| P        | Monir Ansari         |                        |            |
| D        | Pratik Chowdhary     | Mumbai                 | definitivo |
| D        | Rino Anto            | Bengaluru              | prestito   |
| D        | Azrack Mahamat       | Levadeiakos            | definitivo |
| D        | Aaron Hughes         | Melbourne City         | definitivo |
| D        | Gurwinder Singh      | East Bengal            | prestito   |
| D        | Sandesh Jhingan      |                        |            |
| D        | Cédric Hengbart      | NorthEast Utd          | definitivo |
| D        | Didier Boris Kadio   | Jetisý                 | definitivo |
| C        | Mohammed Rafi        |                        |            |
| C        | Ouzin Ndoye          |                        | svincolato |
| C        | Antonio German       | Partick Thistle        | definitivo |
| C        | Josué Currais Prieto | Wilmington Hammerheads | definitivo |
| C        | Vinit Rai            | Dempo                  | definitivo |
| C        | Farukh Choudhary     | Lonestar Kashmir       | definitivo |
| C        | Mehtab Hossain       | East Bengal            | prestito   |
| C        | Mohammed Rafique     | East Bengal            | prestito   |
| A        | C.K. Vineeth         | Bengaluru              | prestito   |
| A        | Thongkhosiem Haokip  | Salgaocar              | definitivo |
| A        | Michael Chopra       | Alloa Athletic         | definitivo |
| A        | Kervens Belfort      | 1461 Trabzon           | definitivo |
| A        | Duckens Nazon        | Laval                  | definitivo |
| A        | Ishfaq Ahmed         |                        |            |

| Cessioni | Cessioni | Cessioni | Cessioni |
| R.       | Nome     | a        | Modalità |
| -------- | -------- | -------- | -------- |

## Risultati

### Indian Super League
| Arbitro: | Banerjee P. |

|                  |           |  |
| Katsumi Yusa 55’ | Marcatori |  |

| Arbitro: | Chauhan V. |

|  |           |               |
|  | Marcatori | 53’ Javi Lara |

| Kochi 9 ottobre 2016, ore 19:00 UTC+5:30 3ª giornata | Kerala Blasters | 0 – 0 referto | Delhi Dynamos | Jawaharlal Nehru Stadium (Kochi) (54.913 spett.)\| Arbitro: \| Nagvenkar T. \| |
| Arbitro:                                             | Nagvenkar T.    |               |               |                                                                                |

| Arbitro: | Dutta A. |

|                    |           |  |
| Michael Chopra 58’ | Marcatori |  |

| Arbitro: | Meetei A. |

|                     |           |                    |
| Mohamed Sissoko 68’ | Marcatori | 3’ Cédric Hengbart |

| Arbitro: | Srikrishna C. |

|                 |           |                                       |
| Júlio César 24’ | Marcatori | 46’ Mohammed Rafi 84’ Kervens Belfort |

| Chennai 29 ottobre 2016, ore 19:00 UTC+5:30 7ª giornata | Chennaiyin  | 0 – 0 referto | Kerala Blasters | Marina Arena (23.163 spett.)\| Arbitro: \| Banerjee P. \| |
| Arbitro:                                                | Banerjee P. |               |                 |                                                           |

| Arbitro: | Waldron N. |

|                               |           |  |
| Kean Lewis 56’ Marcelinho 60’ | Marcatori |  |

| Arbitro: | Waldron N. |

|                                               |           |                  |
| Kervens Belfort 48’ (Rig.) C.K. Vineeth 90+9’ | Marcatori | 9’ Rafael Coelho |

| Arbitro: | Gamini R. |

|                                              |           |                   |
| Didier Boris Kadio 67’ C.K. Vineeth 85’, 89’ | Marcatori | 22’ Bernard Mendy |

| Arbitro: | Gamini R. |

|                                                                 |           |  |
| Diego Forlán 5’, 14’ Diego Forlán 63’ Cafu 64’ Lucian Goian 73’ | Marcatori |  |

| Kochi 25 novembre 2016, ore 19:00 UTC+5:30 12ª giornata                                | Kerala Blasters | 2 – 1 referto      | Pune City | Jawaharlal Nehru Stadium (51.341 spett.) |
| \| \| \| \| \| Duckens Nazon 7’ Aaron Hughes 57’ \| Marcatori \| 90+5’ Aníbal Zurdo \| |                 |                    |           |                                          |
|                                                                                        |                 |                    |           |                                          |
| Duckens Nazon 7’ Aaron Hughes 57’                                                      | Marcatori       | 90+5’ Aníbal Zurdo |           |                                          |

| Calcutta 29 novembre 2016, ore 19:00 UTC+5:30 13ª giornata            | Atlético de Kolkata | 1 – 1 referto   | Kerala Blasters | Rabindra Sarobar Stadium |
| \| \| \| \| \| Stephen Pearson 18’ \| Marcatori \| 8’ C.K. Vineeth \| |                     |                 |                 |                          |
|                                                                       |                     |                 |                 |                          |
| Stephen Pearson 18’                                                   | Marcatori           | 8’ C.K. Vineeth |                 |                          |

| Kochi 4 dicembre 2016, ore 19:00 UTC+5:30 14ª giornata | Kerala Blasters | 1 – 0 referto | NorthEast Utd | Jawaharlal Nehru Stadium (53.767 spett.) |
| \| \| \| \| \| C.K. Vineeth 66’ \| Marcatori \| \|     |                 |               |               |                                          |
|                                                        |                 |               |               |                                          |
| C.K. Vineeth 66’                                       | Marcatori       |               |               |                                          |

#### Play-off
| Arbitro: | Pranjal Banerji |

|                     |           |  |
| Kervens Belfort 65’ | Marcatori |  |

| Arbitro: | Dilan Perera |

|                                     |                      |                                |
| Marcelinho 21’ Rubén González 45+8’ | Marcatori            | 24’ Duckens Nazon              |
| Malouda Bruno Pelissari Memo        | Tiri di rigore 0 – 3 | Currais German Belfort Rafique |

| Arbitro: | Faghani |

|                                       |                      |                                  |
| Rafi 37’                              | Marcatori            | 44’ Sereno                       |
| German Belfort Ndoye Rafique Hengbart | Tiri di rigore 3 – 4 | Hume Doutie Borja Javi Lara Raja |

### Andamento in campionato
| Giornata  | 1 | 2 | 3 | 4 | 5 | 6 | 7 | 8 | 9 | 10 | 11 | 12 | 13 | 14 |
| --------- | - | - | - | - | - | - | - | - | - | -- | -- | -- | -- | -- |
| Luogo     | T | C | C | C | T | T | T | T | C | C  | T  | C  | T  | C  |
| Risultato | P | P | N | V | N | V | N | P | V | V  | P  | V  | N  | V  |
| Posizione | 6 | 7 | 7 | 6 | 6 | 5 | 5 | 7 | 5 | 2  | 5  | 4  | 4  | 2  |

Legenda:

Luogo: C = Casa; T = Trasferta. Risultato: V = Vittoria; N = Pareggio; P = Sconfitta.